# الأصيحر
الأصيحر، قرية من قرى محافظة المهد، والتابعة لمنطقة المدينة المنورة في السعودية. تقع في جنوب شرق المدينة المنورة، وتبعد عنها بمسافة تقارب 242 كيلو مترا، وعن مهد الذهب بمسافة تقارب 156 كيلو مترا تقريباً. وهي قرية خدمية ويبلغ عدد سكانها في إحصائية عام 1430هـ 575 نسمة. وهي تقع على الطريق الجديد الذي يربط بين طريق الهجرة وبين طريق الرياض الطائف. ويتبع لقرية الأصيحر عدة قرى صغيرة، وهي الحسك ، وأبو طلحة، وقرية العظم، والدعكة، والحويل. أما قرية الأصيحر فهي قرية في نمو كبير وخصوصاً بعد مرور الطريق العام بها، وتتميز بزراعة النخيل والدخن ويتوفر بها الماء العذب. كما تتميز بوجود غابات من الأشجار المعمرة والتي يصل ارتفاعها إلى 70 مترا وعمرها إلى ألف عام، وتسمى محلياً بالال والطلح. ويوجد بها آثار كثيرة لما قبل الإسلام وكتابات ثمودية وعلامات أثرية قديمة أخرى.

## مركز الأصيحر
مركز الأصيحر: هو من مراكز فئة (ب).
الموقعيقع المركز في الجزء الجنوبي من محافظة المهد.
المساحةتبلغ مساحته 297كم2، وتمثل 1,22% من مساحة المحافظة، ويأتي في المرتبة الحادية عشرة والأخيرة.
السكانيبلغ عدد سكانه 2853 نسمة، ويأتي في المرتبة الحادية عشرة والأخيرة.
بعد المركز عن المحافظةيقع المركز على بعد 130كم من المحافظة، والطريق المؤدي إليه إسفلتي، ويعدّ في المرتبة الثامنة من حيث القرب من مقر المحافظة.